# دامونت (نیوجرسی)
دامونت (به انگلیسی: Dumont) شهری در ایالت نیوجرسی کشور ایالات متحده آمریکا است که جمعیت آن در سرشماری سال ۲۰۱۰ میلادی، ۱۷٬۴۷۹ نفر بوده‌است.